# Царевец (тврђава)
Царевец (буг. Царевец) је средњовековно упориште изграђено на истоименом брду у Великом Трнову у северној Бугарској. Царевец је изграђен на 206 m надморске висине. За време Другог бугарског царства била је најјаче утврђење од 1185. до 1393, краљева и патријархална палата су главне туристичке атракције.

## Историја
Најранији докази присуства људи на брду датирају из другог миленијума п. н. е.. Било је насељено у 4. веку а Византијски град, који се повезује са градом Зикидева, био је изграђен на крају 5. века, на чијим основама је почела изградња бугарске тврђаве у 12. веку. Након Устанка Асена и Петра и успостављања Другог бугарског царства са центром у Великом Трнову, тврђава постаје најважнија у Бугарској, често поређена по величанствености са Римом и Константинопољем. У 1393. години, после снажне тромесечне опсаде Трнова од стране Османлијске војске тврђава је освојена и спаљена 17. јула, што је означило пад бугарског царства.
У тврђаву постоје три улаза. Главни улаз се налази на источној страни брда. Комплекс дворца налази се у центру, окружен унутрашњим каменим зидом, са две борбене куле и два улаза - северни и јужни. Састоји се од ходника, дворске цркве и краљевске коморе. 
Обнова тврђаве Царевец почела је 1930. године а завршена је 1981. године у част 1300. годишњице од оснивања бугарске државе. Краљ Петар, Асен, Калојан и Јован Асен II живели су ту.

## Комплекс
Целокупно упориште опасано је дебелим зидовима до 3,6 m на којима су постојале три капије. Главна капија била је на западном делу брда, на уском стеновитом масиву и представљала је мост. Друга капија је 180 m удаљена од прве а од трећа, која је постојала до 1889. године, је била удаљена 450 m.
Дворац се налази на централном делу брда, у затвореном комплексу окруженом утврђеним зидом, са две куле и два улаза, главни северни и једним са југа. У њему се налазила престолна соба, црква и краљевски резиденцијални део и обухватао је површину од 4.872 квадратних метара.
На врху брда се налазио патријархат, комплекс са површином од око 3.000 квадратних метара. Патријархална катедрала Светог Вазнесења Господњег , изграђена на темељу ранохришћанске цркве, обновљена је 1981. a осликана 1985. године. Унутрашње фреске, насликане у упечатљивом модернистичком стилу, а не у стилу традиционалних православних фресака, приказују конвенционалне хришћанске субјекте, као и славне и трагичне тренутке Другог бугарског царства.
Балдуинова кула, је модерна реконструкција средњовековне куле по моделу куле тврђаве Червен и изграђена је 1930. године, у југоисточном делу тврђаве. То је место оригиналне средњевековне куле где је латински цар Балдуин I погубљен од стране бугарског цара Калојана.
Током средњег века, стамбене зграде, занатске радионице и бројне цркве и манастири изграђени су на падинама брда Царевец. Археолози су открили 400 стамбених зграда, подељених у четврти, преко 22 цркве и 4 манастира.
На брду Царевец се такође налази Егзекуциона стена, испред реке Јантре, са које су издајници гурани у смрт, а њихова тела падала су у реку. Тамо је патријарха Јоакима погубио цар Теодор Светослав 1300. године.

## Галерија
- Балдуинова кула
- Капија
- Зимски поглед на Царевец (31.12.2014)

## Види jош
- Трећи Рим
- Руско царство
- Легенда о Магмет-султану
- Мономахов шешир